# Reservistika

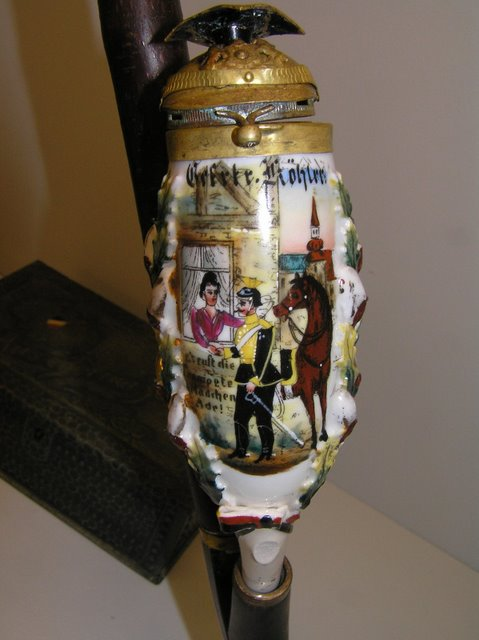
Reservistenpfeife

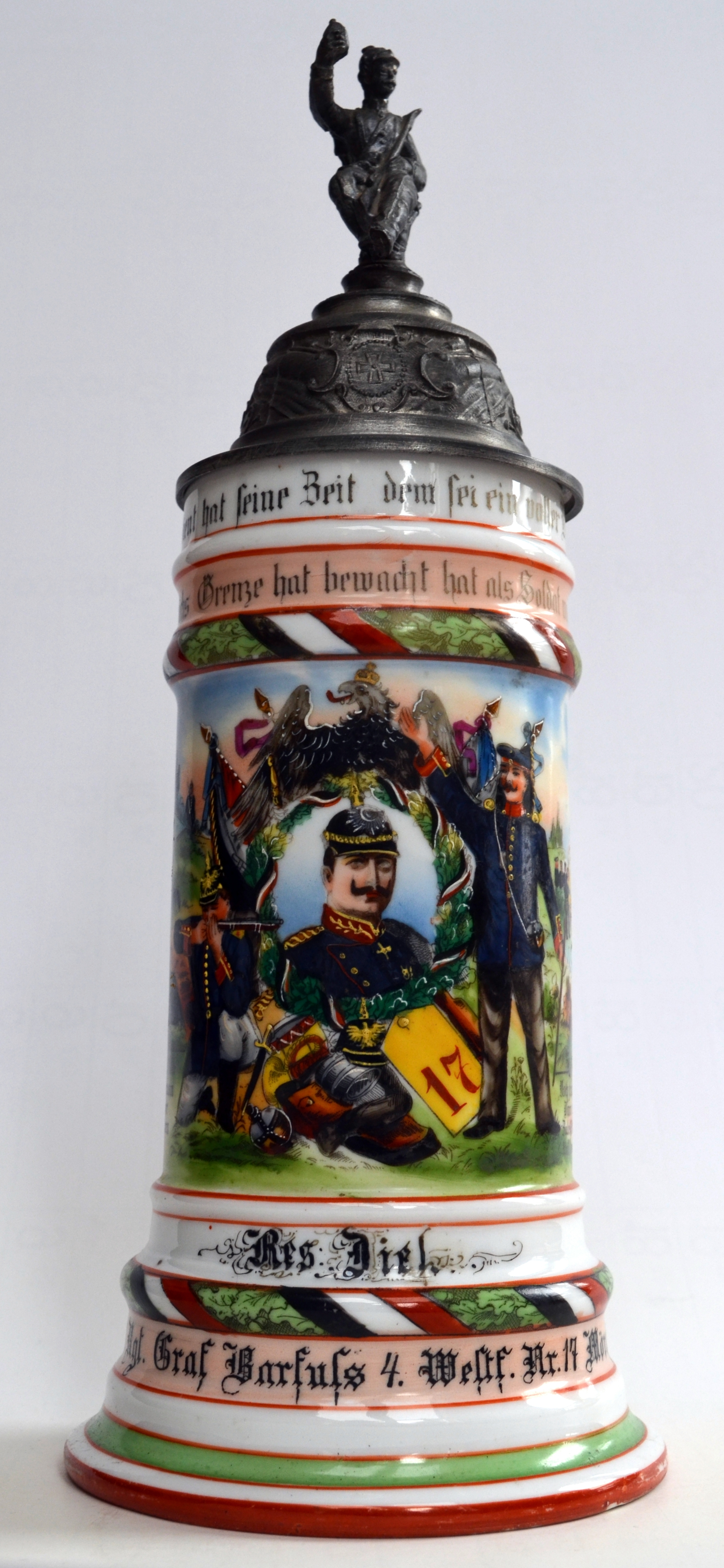
Reservistenkrug (von 1907) eines Soldaten, der beim Infanterie-Regiment „Graf Barfuß“ (4. Westfälisches) Nr. 17 in Mörchingen (Lothringen) stationiert war.

Reservistika sind Gegenstände, die sich die Soldaten, vor allem Armeen des Kaiserreiches, nach ihrer aktiven Militärdienstzeit als individuelle Erinnerungsstücke anfertigen ließen.
Dieser Brauch war etwa von  1870 bis 1913 üblich. Um 1870/71 und in der Folgezeit genossen Soldaten im Volk ein großes Ansehen, und man war recht stolz darauf, „für das Vaterland gedient“ zu haben. Reservistika waren Ausdruck dieser Haltung, und sie wurden gern vorgezeigt. Je nach Prestige der Einheit konnten sie aufwendig in Handarbeit hergestellt sein, meist waren es jedoch Serienprodukte, die auch für weniger wohlhabende Soldaten erschwinglich waren.
Teller, Pfeifen, Gläser, Flaschen und vor allem Krüge waren es, die Namen des Reservisten, Dienstzeit und Bezeichnung der Einheit trugen und mit zumeist farbigen Bildern und Symbolen versehen waren. Eine ebenfalls weit verbreitete Gattung sind gedruckte oder fotografische Reservistenbilder, die den Soldaten in Uniform und/oder im Kreise seiner Kameraden zeigen. Vor allem die Reservistenkrüge sind heute beliebte und auf dem Antiquitätenmarkt gesuchte Sammelobjekte. Daher kursieren auch mehr oder weniger geschickte Nachahmungen die mitunter betrügerisch als Originalstücke angeboten werden.
Nach den Weltkriegen waren sie eine Zeit lang verpönt, weil sie an unfriedliche Epochen erinnerten. Mittlerweile sind sie wieder in historischen Ausstellungen zu sehen und stellen in Auktionen beliebte Versteigerungsobjekte dar.